# 11.º distrito electoral de Chile
El decimoprimer distrito electoral de Chile es un distrito electoral ubicado en la Región Metropolitana de Santiago que elige seis miembros para la Cámara de Diputados de Chile. Fue creado en 2018 a partir de los antiguos vigesimotercero y vigesimocuarto distritos. Según el censo de 2017, posee 820 441 habitantes.

## Composición
| Comuna       | Población (2017) |
| ------------ | ---------------- |
| Las Condes   | 294 838          |
| La Reina     | 92 787           |
| Peñalolén    | 241 599          |
| Vitacura     | 85 384           |
| Lo Barnechea | 105 833          |

## Diputados
| Elección | Diputado | Diputado                     | Diputado | Diputado                        | Diputado                              | Diputado                | Diputado              | Diputado        | Diputado | Diputado                      | Diputado | Diputado              |
| -------- | -------- | ---------------------------- | -------- | ------------------------------- | ------------------------------------- | ----------------------- | --------------------- | --------------- | -------- | ----------------------------- | -------- | --------------------- |
| 2017     |          | Guillermo Ramírez Diez (UDI) |          | Catalina del Real (RN;Ind-PRCh) |                                       | Gonzalo Fuenzalida (RN) |                       | Karin Luck (RN) |          | Francisco Undurraga (Evópoli) |          | Tomás Hirsch (PH; AH) |
| 2021     |          | Guillermo Ramírez Diez (UDI) |          | Catalina del Real (RN;Ind-PRCh) | Gonzalo de la Carrera (PRCh; Ind-PSC) |                         | Cristián Araya (PRCh) |                 |          | Francisco Undurraga (Evópoli) |          | Tomás Hirsch (PH; AH) |